# West Menlo Park
West Menlo Park es un lugar designado por el censo ubicado en el condado de San Mateo, California, Estados Unidos. Según el censo de 2020, tiene una población de 3930 habitantes.
En la práctica, la zona se corresponde aproximadamente con el barrio University Heights de la ciudad de Menlo Park.

## Geografía
Está ubicado en las coordenadas 37°26′N 122°12′O / 37.433, -122.200. Según la Oficina del Censo, tiene un área total de 1.26 km², correspondiente en su totalidad a tierra firme.

## Demografía
Según la Oficina del Censo, en 2000 los ingresos medios de los hogares eran de $125,881 y los ingresos medios de las familias eran de $145,946. Los hombres tenían unos ingresos medios de $100,000 frente a $70,486 para las mujeres. Los ingresos per cápita eran de $62,302. Alrededor del 2.9% de la población estaba por debajo del umbral de pobreza.
De acuerdo con la estimación 2016-2020 de la Oficina del Censo, los ingresos medios de los hogares son de $219,258 y los ingresos medios de las familias exceden los $250,000. Alrededor del 3.6% de la población está por debajo del umbral de pobreza.